# Bulbothrix lacinulata
Bulbothrix lacinulata är en lavart som beskrevs av Marcelli, Jungbluth & Elix. Bulbothrix lacinulata ingår i släktet Bulbothrix och familjen Parmeliaceae.   Inga underarter finns listade i Catalogue of Life.